# アジウソン・ディアス・バティスタ
アジウソン・ディアス・バティスタ（Adilson Dias Batista, 1968年3月16日 - ）は、ブラジル・パラナ州クリチバ出身のサッカー選手、指導者。現役時代のポジションはディフェンダー、ミッドフィールダー。ブラジル代表にも選出された経歴を持つ。

## 選手経歴
1990年代のグレミオなどで、守備の中心として活躍したDF、ヘディングの強さは守備だけでなく攻撃においても大きな武器となっていた。グレミオではパラグアイ代表のカタリーノ・リバローラと強靭なセンターバックを形成、キャプテンとして、リーダーシップを取り、1995年チームをリベルタドーレスカップ優勝に導いた。同年のインターコンチネンタルカップでは延長PK戦でアヤックスに敗れた。1996年に神戸で開催されたレコパ・スダメリカーナのCAインデペンディエンテ戦では1得点を決めて優勝を果たした。
ファルカンが監督を務めていた1990年にはブラジル代表入りしたが、以降代表には縁がなく（アジウソン本人によれば、サンパウロやリオデジャネイロなどの都会のクラブに所属していない選手にはありがちなことだという）、代表に選ばれないことを惜しむファンからは南米代表のキャプテン」とも呼ばれた。
アトレチコ・ミネイロ時代にもJリーグ入りの話を受けたが、1997年にルイス・フェリペ・スコラーリがジュビロ磐田の監督に就任するにあたり、監督を務めていたグレミオから連れてくる形でジュビロに入団、守備の要として活躍した。磐田ではスコラーリによりボランチとして起用され、ドゥンガとコンビを組むこともあった。1997年4月12日のサンフレッチェ広島戦でデビューし初ゴールも決めた。同年のJリーグカップ第2戦では2-0と鹿島にリードを許す中、PKのキッカーを務めたが、これを失敗したこともあり、チームは優勝を逃した。チャンピオンシップ、鹿島アントラーズ戦では1stレグで3-2と勝利、2ndレグでは押される展開の中でディフェンスラインで孤軍奮闘、鹿島のクロスをことごとく阻むなど、鹿島アントラーズの前に立ちはだかり、MVP級の働きを見せ、1-0で勝利し、優勝に貢献した。しかし1998年秋に膝を痛め、翌1999年はその影響でファーストステージを欠場するなど、試合出場が減り、同年退団した。Jリーグでは1997年は22試合5ゴール、1998年は23試合5ゴールとDFながら高い得点率で、通算52試合10ゴールの成績を残した。
帰国後はコリンチャンスでプレーし、第1回世界クラブ選手権に優勝。しかし磐田時代に痛めた膝は完治せず、程なくして現役を引退。フェリペの元で指導者の道に進んだ。

## 指導者経歴
その後はモジミリンをブラジル全国選手権3部から2部に昇格させるなど実績を積み、2003年9月から2004年6月まではグレミオの監督も務めた。フィゲイレンセ監督時代には問題児エジムンドをうまくコントロールし、彼ら主力が抜けた後は若手と移籍選手でうまく穴埋めし、ブラジル全国選手権でもなかなかの健闘を見せていた。
2006年6月22日に磐田監督に就任。当時Jリーグ最年少の監督であり、磐田で最年長の選手でかつてのチームメイトでもあった中山雅史よりも年下であった（学年は同じである）。新旧交代を求められた彼は、犬塚友輔、上田康太らの若手選手を積極的に起用し、11位に低迷していたチームを5位にまで躍進するも、シーズン中に名波浩がC大阪へとレンタル移籍。シーズン終了後には名波が東京Vへ再びレンタル移籍、服部年宏も同じく東京Vへ移籍、そして福西崇史もFC東京へ移籍と、クラブを支えてきたベテラン選手たちが次々と磐田を去ることになった。
2007年も引き続き磐田を指揮。しかし守備が安定せずに大量失点での敗戦が目立つなどチームは迷走した。9月1日の清水戦にロスタイムの失点で敗戦の翌日、まだ9位ではあったが辞任した。
帰国後の2008年より、クルゼイロ監督としてブラジルサッカーに復帰。チームを全国選手権上位に導くなど、ブラジル1部リーグで監督としてのキャリアを積んでいた。

## エピソード
- 鈴木秀人と田中誠は、ずるがしこいプレー[要出典]の使い方や空中戦でのポジショニングについては彼から学ぶ事が多かった、と語っている。[要出典]
- 影響を受けた監督について、フェリペとヴェルディ川崎や名古屋で指揮を執り、Jリーグでもその手腕が知られているネルシーニョを挙げている。[要出典]

## 個人成績

### クラブでの成績
| 国内大会個人成績 | 国内大会個人成績   | 国内大会個人成績 | 国内大会個人成績 | 国内大会個人成績             | 国内大会個人成績 | 国内大会個人成績 | 国内大会個人成績 | 国内大会個人成績 | 国内大会個人成績 | 国内大会個人成績 | 国内大会個人成績 |
| 年度             | クラブ             | 背番号           | リーグ           | リーグ戦                     | リーグ戦         | リーグ杯         | リーグ杯         | オープン杯       | オープン杯       | 期間通算         | 期間通算         |
| 年度             | クラブ             | 背番号           | リーグ           | 出場                         | 得点             | 出場             | 得点             | 出場             | 得点             | 出場             | 得点             |
| ブラジル         | ブラジル           | ブラジル         | ブラジル         | リーグ戦                     | リーグ戦         | ブラジル杯       | ブラジル杯       | オープン杯       | オープン杯       | 期間通算         | 期間通算         |
| ---------------- | ------------------ | ---------------- | ---------------- | ---------------------------- | ---------------- | ---------------- | ---------------- | ---------------- | ---------------- | ---------------- | ---------------- |
| 1988             | アトレチコ-PR      |                  |                  | 20                           | 1                |                  |                  |                  |                  |                  |                  |
| 1989             | クルゼイロ         |                  |                  | 8                            | 1                |                  |                  |                  |                  |                  |                  |
| 1990             | クルゼイロ         |                  |                  | 15                           | 1                |                  |                  |                  |                  |                  |                  |
| 1991             | クルゼイロ         |                  |                  | 16                           | 2                |                  |                  |                  |                  |                  |                  |
| 1992             | クルゼイロ         |                  |                  | 9                            | 0                |                  |                  |                  |                  |                  |                  |
| 1993             | クルゼイロ         |                  |                  |                              |                  |                  |                  |                  |                  |                  |                  |
| 1993             | インテルナシオナル |                  |                  | 11                           | 2                |                  |                  |                  |                  |                  |                  |
| 1994             | アトレチコ-MG      |                  |                  | 19                           | 2                |                  |                  |                  |                  |                  |                  |
| 1995             | グレミオ           |                  |                  | 5                            | 0                |                  |                  |                  |                  |                  |                  |
| 1996             | グレミオ           |                  |                  | 25                           | 2                |                  |                  |                  |                  |                  |                  |
| 日本             | 日本               | 日本             | 日本             | リーグ戦                     | リーグ戦         | リーグ杯         | リーグ杯         | 天皇杯           | 天皇杯           | 期間通算         | 期間通算         |
| 1997             | 磐田               | 4                | J                | 22                           | 5                | 11               | 3                | 0                | 0                | 33               | 8                |
| 1998             | 磐田               | 4                | J                | 23                           | 5                | 4                | 1                | 0                | 0                | 27               | 6                |
| 1999             | 磐田               | 4                | J1               | 7                            | 0                | 2                | 0                | 0                | 0                | 9                | 0                |
| ブラジル         | ブラジル           | ブラジル         | ブラジル         | リーグ戦                     | リーグ戦         | ブラジル杯       | ブラジル杯       | オープン杯       | オープン杯       | 期間通算         | 期間通算         |
| 2000             | コリンチャンス     |                  |                  | 5                            | 0                |                  |                  |                  |                  |                  |                  |
| 通算             | ブラジル           | ブラジル         |                  | \|\|\|\|\|\|\|\|\|\|\|\|\|\| |                  |                  |                  |                  |                  |                  |                  |
| 通算             | 日本               | 日本             | J1               | 52                           | 10               | 17               | 4                | 0                | 0                | 69               | 14               |
| 総通算           | 総通算             | 総通算           | 総通算           | \|\|\|\|\|\|\|\|\|\|\|\|\|\| |                  |                  |                  |                  |                  |                  |                  |

その他の公式戦
- 1997年
  - Jリーグチャンピオンシップ 2試合0得点
- 1998年
  - スーパーカップ 1試合0得点

### 代表での成績
出典
| ブラジル代表 | 国際Aマッチ | 国際Aマッチ |
| 年           | 出場        | 得点        |
| ------------ | ----------- | ----------- |
| 1990         | 3           | 0           |
| 1991         | 1           | 0           |
| 通算         | 4           | 0           |

## タイトル

### 選手
アトレチコ・パラナエンセ
- カンピオナート・パラナエンセ: 1988

クルゼイロ
- カンピオナート・ミネイロ: 1990, 1992
- スーペルコパ・スダメリカーナ: 1991, 1992

グレミオ
- カンピオナート・ガウショ: 1995,1996
- コパ・リベルタドーレス:1995
- カンピオナート・ブラジレイロ・セリエA: 1996
- レコパ・スダメリカーナ: 1996

ジュビロ磐田
- Jリーグチャンピオンシップ : 1997
- アジアスーパーカップ: 1999

コリンチャンス
- FIFAクラブワールドカップ: 2000

### 指導者
アメリカ-RN
- カンピオナート・ポティグァル: 2002

フィゲイレンセ
- カンピオナート・カタリネンセ: 2006

クルゼイロ
- カンピオナート・ミネイロ: 2008, 2009